# Euphorbia eranthes
Euphorbia eranthes ist eine Pflanzenart aus der Gattung Wolfsmilch (Euphorbia) in der Familie der Wolfsmilchgewächse (Euphorbiaceae).

## Beschreibung
Die sukkulente Euphorbia eranthes bildet Kräuter bis 15 Zentimeter Wuchshöhe und einer knollenartigen, nahezu kugelförmigen Wurzel mit 6 Zentimeter Länge und 4 Zentimeter Breite aus. Es werden ein bis drei, teilweise unterirdische Triebe ausgebildet. Der unterirdische Teil ist bis 6 Zentimeter lang und 1 Zentimeter dick. Der oberirdische Teil der Triebe wird 5 bis 10 Zentimeter lang und ist vergänglich. Die blütentragenden Triebe erscheinen getrennt von den blättertragenden. Die verkehrt lanzettlichen und sukkulenten Blätter werden bis 9 Zentimeter lang und 2 Zentimeter breit. Sie sind nahezu sitzend.
Der Blütenstand besteht aus Cymen, die in zwei- bis dreistrahligen Dolden stehen und ein- bis vierfach gegabelt sind. Die einzelnen Strahlen können bis 3 Zentimeter lang werden. Die dreieckigen Tragblätter werden bis 2 Zentimeter lang und 1,5 Zentimeter breit. Die bis 8 Millimeter lang gestielten Cyathien erreichen einen Durchmesser von etwa 8 Millimeter. Es werden fünf elliptische Nektardrüsen ausgebildet, die etwa 5 Millimeter lang und 3 Millimeter breit werden können. Sie sind grün gefärbt, haben einen  fein gekerbten Rand und stehen ausgebreitet. Die dreilappige Frucht erreicht einen Durchmesser von 1 Zentimeter und ist etwa 3 Millimeter lang gestielt. Der kugelförmige Samen wird 4,5 Millimeter groß und ist an der Oberfläche mit scharfen Rippen und Runzeln versehen. Er ist dunkelbraun gefärbt.

## Verbreitung und Systematik
Euphorbia eranthes ist in den westlichen und nördlichen Provinzen von Zambia verbreitet.
Euphorbia eranthes gehört zur Sektion Anthacanthae der Untergattung Athymalus. Die Erstbeschreibung der Art erfolgte 1937 durch Robert Allen Dyer und Edgar Milne-Redhead. Die Art ist der 1999 durch Werner Rauh beschriebenen Euphorbia maritae sehr ähnlich.